# Prix Bialik
Pour les articles homonymes, voir Bialik.

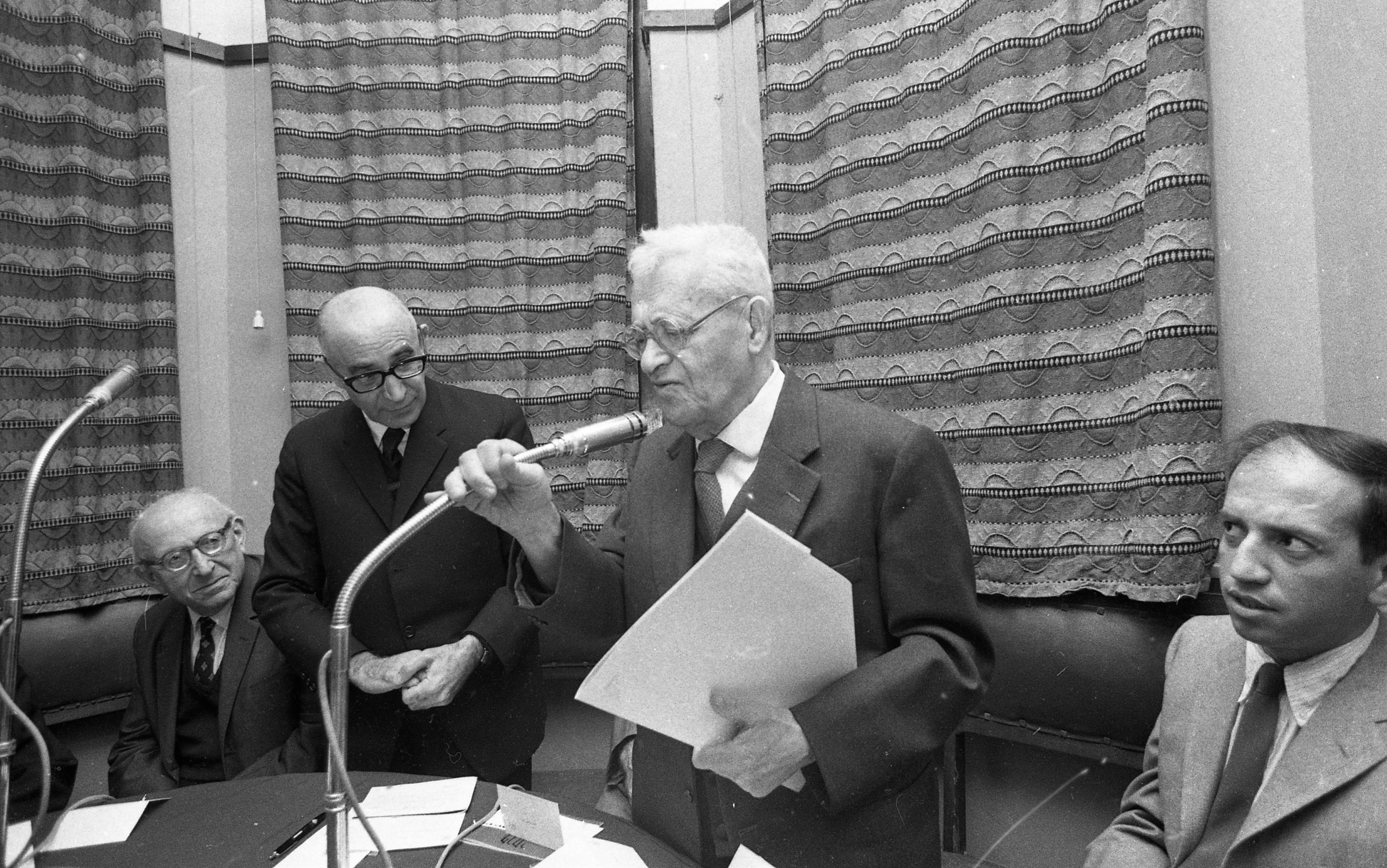
Prix Bialik, 1969.

Le prix Bialik est un prix littéraire annuel décerné par la municipalité de Tel Aviv, pour récompenser des avancées significatives en littérature hébraïque. Le prix a été nommé ainsi en mémoire de Haïm Nahman Bialik, poète de langue hébraïque.
Il existe en fait deux prix Bialik, l'un concernant spécifiquement la littérature, considérée comme appartenant au champ de la fiction, et l'autre la « pensée juive » (hébreu : חכמת ישראל).
Le prix Bialik fut créé en janvier 1933, à l'occasion du soixantième anniversaire de Haïm Nahman Bialik.

## Liste des lauréats
| Année | Lauréat du prix Bialik pour la littérature              | Lauréat du prix Bialik pour la pensée juive |
| ----- | ------------------------------------------------------- | ------------------------------------------- |
| 1933  | Devorah Baron                                           | Yehezkel Kaufmann (également en 1956)       |
| 1933  | Matityahu Shoham                                        |                                             |
| 1934  | Shmuel Yosef Agnon (également en 1950)                  | Chaim Yehoshua Kosovski (également en 1952) |
| 1935  | Avraham Freiman                                         | Benyamin Menasseh Levin                     |
| 1936  | David Shimoni (également en 1949)                       | Raphael Patai                               |
| 1936  |                                                         | Moshe Zvi Segal (également en 1950)         |
| 1937  | Ya'akov Steinberg                                       | Abraham Kahana                              |
| 1938  | Ya'akov Cohen                                           | Baruch Chizik                               |
| 1939  | Asher Bersh                                             | Zvi Rudy                                    |
| 1939  | Yehuda Burla (également en 1954)                        | Melech Zagrodski                            |
| 1940  | Zelda Mishkovsky                                        | Naftali Herz Tur-Sinai                      |
| 1940  | Shaul Tchernichovsky (également en 1942)                |                                             |
| 1941  | Shalom Yosef Shapira                                    | Joseph Klausner (également en 1949)         |
| 1942  | Haim Hazaz (également en 1970)                          | Nahum Slouschz                              |
| 1942  | Shaul Tchernichovsky (également en 1940)                |                                             |
| 1943  | Aharon Avraham Kabak                                    | Avraham Polak                               |
| 1944  | Yehuda Karni                                            | Yeruḥam Fishel Lachower                     |
| 1944  | Shlomo Tzemah                                           |                                             |
| 1945  | Jacob Fichman (également en 1953)                       | Yitzhak Baer                                |
| 1946  | Gershon Shufman                                         | Yehudah Gur (Grazowsky)                     |
| 1946  | Natan Yonatan                                           |                                             |
| 1947  | Uri Zvi Grinberg (également en 1954 et 1977)            | Shmuel Abba Hordotzki                       |
| 1948  | Max Brod                                                | Jacob Nachum Epstein                        |
| 1949  | David Shimoni (également en 1936)                       | Joseph Klausner (également en 1941)         |
| 1950  | Shmuel Yosef Agnon (également en 1934)                  | Moshe Zvi Segal (également en 1936)         |
| 1951  | Zalman Shneour                                          | David Ben Gourion (également en 1971)       |
| 1952  | Isaac Dov Berkowitz (également en 1965)                 | Chaim Yehoshua Kosovski (également en 1934) |
| 1953  | Jacob Fichman (également en 1945)                       | Yitzhak Ben-Zvi                             |
| 1954  | Yehuda Burla (également en 1939)                        | Nahman Avigad                               |
| 1954  | Uri Zvi Grinberg (également en 1947 et 1977)            |                                             |
| 1955  | Moshe Shamir                                            | Avi-Yonah Michael                           |
| 1955  |                                                         | Shmuel Yeivin                               |
| 1956  | Zvi Vislevsky                                           | Yehezkel Kaufmann (également en 1933)       |
| 1957  | Nathan Alterman                                         | Saul Lieberman                              |
| 1958  | non décerné                                             | Moshe Zilberg                               |
| 1959  | Abraham Shlonsky                                        | Moshe Meizlish                              |
| 1959  | Eliezer Steinman                                        |                                             |
| 1960  | non décerné                                             | Yosef Braslavy                              |
| 1961  | Mordechai Ben Yehezkel                                  | Martin Buber                                |
| 1962  | Baruch Kurzweil                                         | Yosef Qafih (Kapach) (également en 1973)    |
| 1963  | non décerné                                             | Yehoshua Gutman                             |
| 1964  | Yocheved Bat-Miriam                                     | Avraham Ya’ari                              |
| 1965  | Isaac Dov Berkowitz (également en 1952)                 | Yehuda Ratzaby (également en 1979)          |
| 1966  | Israel Efrat                                            | Shraga Abramson                             |
| 1966  | Zalman Shazar                                           |                                             |
| 1967  | Shimon Halkin                                           | Abba Bendavid                               |
| 1968  | Ezra Zussman                                            | Gezel Kressel                               |
| 1969  | Aharon Reuveni                                          | Hanoch Albeck                               |
| 1970  | Haim Hazaz (également en 1942)                          | Nechemia Aloni                              |
| 1971  | Amir Gilboa                                             | David Ben Gourion (également en 1951)       |
| 1972  | Abraham Regelson                                        | Yeshayahu Tishbi                            |
| 1973  | Avraham Kariv                                           | Yosef Qafih (Kapach) (également en 1962)    |
| 1973  | Aharon Megged                                           |                                             |
| 1974  | Israel Cohen                                            | Yehuda Komlosh                              |
| 1975  | Haim Gouri                                              | non décerné                                 |
| 1976  | Yehuda Amichai                                          | Benyamin Kosovski                           |
| 1976  | Yeshurun Keshet                                         |                                             |
| 1977  | Uri Zvi Grinberg (également en 1947 et 1954)            | Gershom Scholem                             |
| 1978  | Abba Kazbener                                           | Yehoshua Ben-Arieh                          |
| 1978  |                                                         | Aaron Mirski                                |
| 1979  | Aharon Appelfeld                                        | Yitzhak Rafael                              |
| 1979  | Avot Yeshurun                                           | Yehuda Ratzaby (également en 1965)          |
| 1980  | Dov Sadan                                               | Dan Miron                                   |
| 1981  | Zrubavel Gilad                                          | Avraham Even-Shoshan                        |
| 1981  | Yehoshua Tan-Pi                                         | Zev Vilnay                                  |
| 1982  | Nathan Zach                                             | Israel Levin                                |
| 1983  | Nissim Aloni                                            | Ephraim Elimelech Urbach                    |
| 1983  | Ozer Rabin                                              | Nehama Leibowitz                            |
| 1984  | Yehoshua Bar-Yosef                                      | Mordechai Breuer                            |
| 1984  | David Shahar                                            |                                             |
| 1985  | Hanoch Bartov                                           | Hillel Barzel                               |
| 1985  | Shlomo Tanai                                            | David Weiss Halivni                         |
| 1985  |                                                         | Shlomo Pines                                |
| 1986  | Yitzhak Orpaz-Auerbach                                  | Ezra Fleischer                              |
| 1986  | Amos Oz                                                 |                                             |
| 1987  | Moshe Dor                                               | Gershon Shaked                              |
| 1987  | Dahlia Rabikovitch                                      |                                             |
| 1988  | Nathan Shaham                                           | Israël Eldad                                |
| 1988  |                                                         | Zvi Meir Rabinovitz                         |
| 1989  | Avner Treinin                                           | Shmuel Abramski                             |
| 1989  | Abraham Yehoshua                                        | Shlomo Morag                                |
| 1990  | T. Carmi                                                | Aryeh Kasher                                |
| 1990  | Pinchas Sadeh                                           | Aryeh Kasher                                |
| 1991  | S. Yizhar                                               | Mordechai Altshuler                         |
| 1991  |                                                         | Nathan Rotenstreich                         |
| 1992  | Gabriel Freil                                           | non décerné                                 |
| 1993  | David Avidan                                            | Yonah Frenkel                               |
| 1993  | Amalia Kahana-Carmon                                    | Moshe Idel                                  |
| 1994  | Hanoch Levin                                            | Benjamin Pinkus                             |
| 1994  | Meir Wieseltier                                         |                                             |
| 1995  | non décerné                                             | non décerné                                 |
| 1996  | Yehoudit Hendel                                         | Avraham Grossman                            |
| 1996  | Ya'akov Orland                                          | Yehuda Liebes                               |
| 1997  | Yehoshua Kenaz                                          | non décerné                                 |
| 1998  | Nurit Guvrin                                            | Menahem Haran                               |
| 1998  | Ephraim Kishon                                          | Eliezer Goldman                             |
| 1998  | Aryeh Sivan                                             | Menahem Haran                               |
| 1999  | Aharon Almog                                            | non décerné                                 |
| 1999  | Yoram Kaniuk                                            |                                             |
| 1999  | Nourit Zarchi                                           |                                             |
| 2000  | non décerné                                             | non décerné                                 |
| 2001  | non décerné                                             | non décerné                                 |
| 2002  | Haim Be'er                                              | Dov Noy                                     |
| 2002  | Maya Bejerano                                           | Israel M. Ta-Shma                           |
| 2002  | Yoel Hoffman                                            | Israel Jacob Yuval                          |
| 2002  | Miriam Rut                                              |                                             |
| 2003  | non décerné                                             | non décerné                                 |
| 2004  | David Grossman                                          | Moshe Kosovski                              |
| 2004  | Haya Shenhav                                            | Mendel Pikaz                                |
| 2004  | Ephraim Sidon                                           | Uriel Simon                                 |
| 2005  | non décerné                                             | non décerné                                 |
| 2006  | Ruth Almog                                              | Yosef Gorny                                 |
| 2006  | Raquel Chalfi                                           | Chava Turniansky                            |
| 2006  | Uri Orlev                                               |                                             |
| 2007  | non décerné                                             | non décerné                                 |
| 2008  | Oded Burla                                              | Ezra Mendelsohn                             |
| 2008  | Israel Eliraz                                           | David Vital                                 |
| 2008  | Yeshayahu Koren                                         |                                             |
| 2009  | non décerné                                             | non décerné                                 |
| 2010  | Lea Aini                                                | Dvora Dimant                                |
| 2010  | Shlomit Cohen-Assif                                     | Immanuel Etkes                              |
| 2010  | Mordechai Goldman                                       |                                             |
| 2011  | non décerné                                             | non décerné                                 |
| 2012  | Dan Benaya Seri                                         | Joseph Yahalom                              |
| 2012  | Sharron Hass                                            | Hananel Mack                                |
| 2012  | Datia Ben Dor                                           |                                             |
| 2014  | Erez Biton (en) Hedva Harechavi (en) Tami Shem-Tov (he) |                                             |
| 2018  | Sami Berdugo (he) Aharon Shabtai (en) Shoham Smith (he) |                                             |
| 2022  | Yaël Globerman (en) Dror Burstein (he)                  |                                             |